# Frankétienne
Frankétienne (właśc. Franck Étienne, ur. 12 kwietnia 1936 w Ravine-Sèche, zm. 20 lutego 2025 w Delmas) – haitański pisarz, poeta, dramaturg, muzyk i malarz.

## Życiorys
Frankétienne pisał teksty silnie osadzone w rzeczywistości swojego kraju, chętnie wykorzystując jako główne motywy ludowe wierzenia haitańskie, przesądy i zwyczaje (voodoo, walki kogutów, itp.). Posługiwał się żywym językiem, który nie unikał ekspresji, dzięki której tworzył świat na pograniczu rzeczywistości i snu. Unikał czystych gatunków, często wprowadzał zabiegi zacierające narrację powieściową i poezję. Tworzył w języku francuskim oraz kreolskim haitańskim.
Za swój dorobek otrzymał szereg nagród literackich.